# 大森北 (名古屋市)
大森北（おおもりきた）は、愛知県名古屋市守山区の地名。現行行政地名は大森北一丁目及び大森北二丁目。住居表示未実施。

## 地理
名古屋市守山区の中央部に位置し、南西で御膳洞・大森八龍二丁目、北西で大字吉根・鼓が丘一丁目、北東で百合が丘、東で尾張旭市と接する。

## 歴史
2005年（平成17年）11月14日、大森北二地区で町名・町界変更が行われ、守山区大字吉根字長廻間の一部により同区大森北が成立した。大森北の名称は大森地区の北側にあること、大森北一地区に名古屋市立大森北小学校が所在することに由来する。

## 世帯数と人口
2019年（平成31年）4月1日現在の世帯数と人口は以下の通りである。
| 丁目         | 世帯数  | 人口  |
| ------------ | ------- | ----- |
| 大森北一丁目 | 129世帯 | 316人 |
| 大森北二丁目 | 243世帯 | 447人 |
| 計           | 372世帯 | 763人 |

### 人口の変遷
国勢調査による人口の推移
| 2010年（平成22年） | 783人 | [ WEB 8 ] |  |
| 2015年（平成27年） | 874人 | [ WEB 9 ] |  |

## 学区
市立小・中学校に通う場合、学校等は以下の通りとなる。また、公立高等学校に通う場合の学区は以下の通りとなる。
| 丁目         | 番・番地等 | 小学校                 | 中学校               | 高等学校 |
| ------------ | ---------- | ---------------------- | -------------------- | -------- |
| 大森北一丁目 | 全域       | 名古屋市立大森北小学校 | 名古屋市立大森中学校 | 尾張学区 |
| 大森北二丁目 | 全域       | 名古屋市立大森北小学校 | 名古屋市立大森中学校 | 尾張学区 |

## 施設
- 国立病院機構東尾張病院[WEB 12] - 愛知県に唯一立地する国立病院機構の精神医療機関である[WEB 13]。もともとは、1946年（昭和21年）に結核療養所日本医療団志段味荘として設置された病院で、1969年（昭和44年）に結核患者の減少により精神療養所に転換している[WEB 13]。

## その他

### 日本郵便
- 郵便番号 : 463-0802[WEB 3]（集配局：守山郵便局[WEB 14]）。

### WEB
1. ↑  “愛知県名古屋市守山区の町丁・字一覧”.   人口統計ラボ. 2017年3月26日閲覧。
2. 1 2  “町・丁目(大字)別、年齢(10歳階級)別公簿人口(全市・区別)”.   名古屋市 (2019年4月22日). 2019年4月23日閲覧。
3. 1 2  “郵便番号”.  日本郵便. 2019年3月17日閲覧。
4. ↑  “市外局番の一覧”.   総務省. 2019年1月6日閲覧。
5. ↑  名古屋市役所市民経済局地域振興部住民課町名表示係 (2015年10月21日). “守山区の町名”.   名古屋市. 2017年3月26日閲覧。
6. ↑  “名古屋市守山区の一部で町名・町界変更を実施(平成17年11月14日実施)”.   名古屋市. 2023年1月21日閲覧。
7. ↑  “守山区の一部で町名・町界変更を実施(平成16年10月25日実施)”.   名古屋市. 2023年1月21日閲覧。
8. ↑  総務省統計局 (2012年1月20日). “平成22年国勢調査の調査結果(e-Stat) - 男女別人口及び世帯数 －町丁・字等”. 2019年3月23日閲覧。
9. ↑  総務省統計局 (2017年1月27日). “平成27年国勢調査の調査結果(e-Stat) - 男女別人口及び世帯数 －町丁・字等”. 2019年3月23日閲覧。
10. ↑  “市立小・中学校の通学区域一覧”.   名古屋市 (2018年11月10日). 2019年1月14日閲覧。
11. ↑  “平成29年度以降の愛知県公立高等学校（全日制課程）入学者選抜における通学区域並びに群及びグループ分け案について”.   愛知県教育委員会 (2015年2月16日). 2019年1月14日閲覧。
12. ↑  “病院の御案内”.   独立行政法人 国立病院機構 東尾張病院. 2018年1月30日閲覧。
13. 1 2  西岡和郎. “病院のごあんない”.   東尾張病院. 2019年5月8日閲覧。
14. ↑  “郵便番号簿 2018年度版” (PDF).   日本郵便. 2019年5月8日閲覧。

### 書籍
1. 1 2  守山区制50周年記念事業実行委員会 2013, p. 398.
2. ↑  守山区制50周年記念事業実行委員会 2013, p. 352.